# شطح
حال صوفية فيها رعونة، ودعوى يُفصح بها العارف من غير إذن إلهي، تصدر من أهل المعرفة باضطرار واضطراب، وهو من زلات المحققين. ومن الشطحات المشهورة ما ورد على لسان البسطامي والحلاج والتستري. والمسلمون إزاءها فريقان: فريق يؤيدها ويحاول تفسيرها، وفريق يرفضها وينكرها.